# 8074 Slade
8074 Slade este un asteroid din centura principală de asteroizi.

## Descriere
8074 Slade este un asteroid din centura principală de asteroizi. A fost descoperit pe 20 noiembrie 1984 la Observatorul Palomar de Edward L. G. Bowell. El prezintă o orbită caracterizată de o semiaxă mare de 2,79 ua, o excentricitate de 0,15 și o înclinație de 7,7° în raport cu ecliptica.